# Hafun
Hafun (Dante in italiano desueto, Xaafuun in somalo) è una città portuale dell'Oceano Indiano sulla costa settentrionale della Somalia nella regione di Bari.
La città è posta sulla baia meridionale di Hafun sull'istmo che collega la terraferma con un promontorio.
È il centro abitato situato più a est nell'Africa continentale.

## Storia
Nell'antichità era nota come Opone.

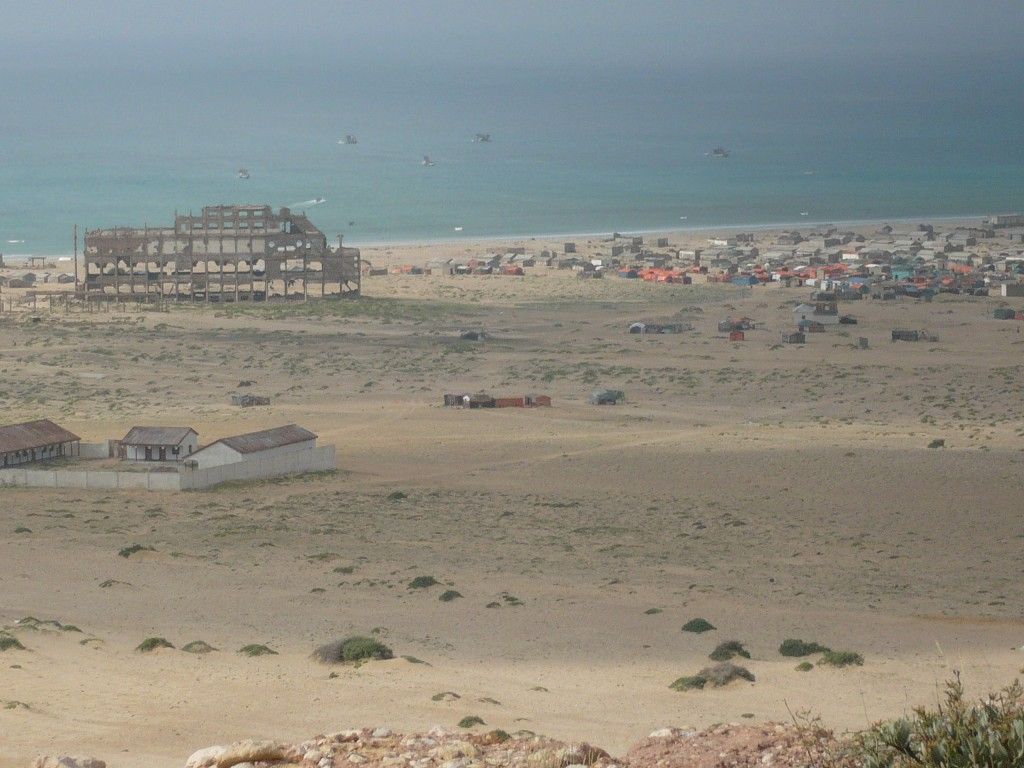
Hafun e l'impianto per la produzione di sale costruito durante la colonizzazione italiana

Durante la colonizzazione italiana della Somalia (1889-1941 e 1950-60) era chiamata Dante e vi sorgevano, a partire dagli anni venti, gli impianti di carico del sale della Società Saline e Industrie della Somalia Settentrionale "Migiurtinia" di Milano che aveva la concessione per lo sfruttamento di quella che era allora una delle maggiori saline al mondo. Il sale arrivava all'imbarco a Dante tramite una teleferica lunga 24 km da Hordio dove il sale veniva estratto.
È stata una delle località africane che ha subito maggiori devastazioni a seguito dello tsunami del 26 dicembre 2004. Molti degli abitanti sono morti e le infrastrutture e le abitazioni sono state quasi completamente spazzate via.